# 시미즈 히로카즈
시미즈 히로카즈(일본어: 清水 宏員, 1933년 4월 14일 ~ )는 일본의 전 프로 야구 선수이다. 교토부 교토시 출신이며 현역 시절 포지션은 투수였다.

## 인물
헤이안 고등학교에서는 팀의 에이스로서 동기인 가미이치 아키라(후에 다이에이 스타스에 입단)와 배터리를 구성해나가며 1951년 춘계·하계 고시엔 대회에 출전했다. 춘계 선발 대회(제23회 선발 고등학교 야구 대회)의 1차전에서 우쓰노미야 공업고등학교의 간다 마사오(후에 다이요 웨일스에 입단)에게 완봉패를 당했다. 여름에 열린 제33회 전국 고등학교 야구 선수권 대회에서는 대회 기간 동안 순조롭게 이겨내며 결승에서도 구마가야 고등학교의 핫토리 시게지와의 투수전 끝에 이기는 등 12년 만의 우승을 석권했다.
1952년 마이니치 오리온스에 입단하여 1954년에는 선발진의 일원으로서 시즌 7승을 기록했다. 하지만 1956년 이후에는 등판 기회가 줄어들면서 이듬해 1957년을 끝으로 선수 생활을 은퇴했다.

## 상세 정보

### 출신 학교
- 헤이안 고등학교

### 선수 경력
- 마이니치 오리온스(1952년 ~ 1957년)

### 개인 기록
- 첫 등판·첫 선발·첫 승리 : 1952년 9월 23일, 대 다이에이 스타스 21차전(고라쿠엔 구장)

### 등번호
- 10(1952년 ~ 1957년)

### 연도별 투수 성적
| 연 도      | 소 속      | 등 판 | 선 발 | 완 투 | 완 봉 | 무 4 구 | 승 리 | 패 전 | 세 이 브 | 홀 드 | 승 률 | 타 자 | 이 닝 | 피 안 타 | 피 홈 런 | 볼 넷 | 고 4 | 몸 맞 | 탈 삼 진 | 폭 투 | 보 크 | 실 점 | 자 책 점 | 평 자 책 | W H I P |
| ---------- | ---------- | ----- | ----- | ----- | ----- | ------- | ----- | ----- | -------- | ----- | ----- | ----- | ----- | -------- | -------- | ----- | ---- | ----- | -------- | ----- | ----- | ----- | -------- | -------- | ------- |
| 1952년     | 마이니치   | 1     | 1     | 0     | 0     | 0       | 1     | 0     | --       | --    | 1.000 | 16    | 4.0   | 3        | 1        | 1     | --   | 1     | 1        | 0     | 0     | 1     | 1        | 2.25     | 1.00    |
| 1953년     | 마이니치   | 23    | 3     | 1     | 1     | 0       | 1     | 2     | --       | --    | .333  | 279   | 65.0  | 61       | 2        | 29    | --   | 1     | 25       | 0     | 0     | 28    | 24       | 3.32     | 1.38    |
| 1954년     | 마이니치   | 28    | 12    | 2     | 1     | 0       | 7     | 3     | --       | --    | .700  | 509   | 118.0 | 116      | 8        | 49    | --   | 1     | 44       | 3     | 0     | 54    | 43       | 3.28     | 1.40    |
| 1955년     | 마이니치   | 20    | 4     | 0     | 0     | 0       | 1     | 2     | --       | --    | .333  | 188   | 42.2  | 44       | 3        | 19    | 0    | 0     | 13       | 3     | 0     | 28    | 19       | 4.01     | 1.48    |
| 1956년     | 마이니치   | 5     | 1     | 0     | 0     | 0       | 0     | 0     | --       | --    | ----  | 37    | 8.0   | 11       | 1        | 2     | 0    | 0     | 3        | 0     | 0     | 7     | 4        | 4.50     | 1.63    |
| 1957년     | 마이니치   | 8     | 1     | 0     | 0     | 0       | 0     | 0     | --       | --    | ----  | 65    | 14.1  | 19       | 4        | 5     | 0    | 0     | 4        | 0     | 1     | 9     | 8        | 5.02     | 1.67    |
| 통산 : 6년 | 통산 : 6년 | 85    | 22    | 3     | 2     | 0       | 10    | 7     | --       | --    | .588  | 1094  | 252.0 | 254      | 19       | 105   | 0    | 3     | 90       | 6     | 1     | 127   | 99       | 3.54     | 1.42    |

## 참고 문헌
- 《日本プロ野球記録大百科2004》 [일본 프로 야구 기록 대백과 2004]. 베이스볼 매거진사. 2004.